# Daedeok-eup
Daedeok-eup (koreanska: 대덕읍) är en köping i kommunen Jangheung-gun i provinsen Södra Jeolla i
den södra delen av Sydkorea, 340 km söder om huvudstaden Seoul.